# Château de la Huardière

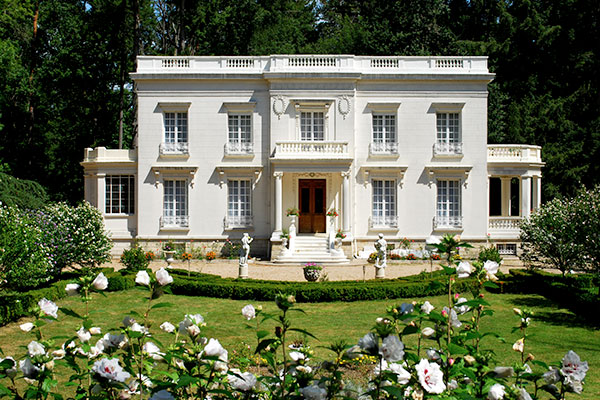
Château de la Huardière

Castelul Huardière este un castel situat chiar pe malul râului Loara (Franța). Împreună cu domeniul său de vânătoare, este un mic paradis al păsărilor și al animalelor, cu un parc natural clasat (Natura 2000, ZICO), dar și sit arheologic.

## Istoric
Perioada în care s-a construit castelul este în jurul anilor 1850, deci neo-clasicism, respectând fidel regulile de clasicism impuse de Jacques-Ange Gabriel care a construit între 1762-1768 Petit Trianon în parcul de la Versailles și puțin mai târziu, în 1779 a construit Le Pavillon de Bagatelle, pentru Contele d'Artois, în parcul Bois de Boulogne. Acesta reia aceleași reguli de armonie și de simplicitate. Ca și in epoca precedentă, fațadă îmbogățită cu un portal cu coloane, este încadrată de două aripi simetrice, fațada fiind marcată de un avant-corp central. Simetria fațadei de regăsește și la interior, chiar dacă terasa de vară nu este încadrată de vitralii, ca și cea de la saloane. Atât decorațiile exterioare, cât și cele interioare și vitraliile sunt în stil Louis XVI (Ludovic al XVI-lea), iar întregul ansamblu de stil Directoire. Sub regimul Directoire se prelungesc inovațiile care s-au născut în ultimii ani ai domniei lui Ludovic al XVI-lea. Stilul grec și etrusc se completează cu grandoarea romană și cu o mai bună cunoaștere a Egiptului - reflectata în decorațiile exterioare, mobilierul, obiectele decorative.
Încurajată de gustul unei noi elite nonconformiste, cu Juliette Récamier sau Joséphine Bonaparte, se precizează stilul numit Consulat. Tipic pentru acest stil este pictura murală pe hârtie Zuber, care se găsește în salle a manger (sufragerie). Este una din cheile de unitate a stilului Empire care s-a dezvoltat cu întreaga susținere a lui Napoleon I. Consola din sufragerie, cabinetul cu intarsii și incrustații de ivoire (fildeș) cu miniaturi romane, sunt câteva exemple de mobilier Napoleon III, iar salonul și sufrageria de mobilier Empire. De remarcat tapetul bleu-vert din salon, stucaturile și sculpturile în lemn care încadrează oglinda de deasupra șemineului, culoare specifică zonei Montargis (oraș care se aflș la cca 40 km de castel).
Charmul și eleganța se regăsesc și în decorațiile draperiilor, cordoanelor, feroneriilor de epoca, de la uși și ferestre, păstrate aproape toate într-o stare excepțională. La nobila jardin a la francaise, se adaugă clasificările parcului castelului, care este parc natural național, Zona Natura 2000, Zona Zico, la care se adaugă clasificarea ca Patrimoniu UNESCO. Castelul se află pe Valea Loarei, cunoscută în istoria mondială pentru castelele sale, pentru frumusețea fluviului regal, cel mai mare site francez vreodată clasificat patrimoniu mondial UNESCO.
Inițial ca și reședință de plaisance și domeniu de vânătoare, acesta a fost printre puținele construcții ce nu au fost bombardate în timpul celui de-al Doilea Război Mondial, orașul Sully-sur-Loire fiind dărâmat în proporție de 95%. Motivul a fost că nemții și-au făcut în castel cartier general, iar colonelul care a condus baza l-a admirat pentru frumusețea, simetria perfectă și puritatea liniilor arhitecturale și nu a lăsat să fie distrus, astăzi castelul pastrând vitralii de origine, pictură murală Zuber în sufragerie, stucaturi și fresce ce încântă privirea. Printre proprietarii acestui castel se numără André Malraux, jurnalist și istoric, și cantautorul Léo Ferré, iar cel de la care Angela Crăciun l-a cumpărat este un renumit expert parizian, Jean Renoncourt, vecin și prieten a lui Jacques Chirac, cunoscut și pentru procesul pe care l-a pierdut cu celebrul Elton John.

## Localizare
- aprox. 1,5 km spre Vest de Sully-sur-Loire

- aprox. 40 km spre Est de Orléans

- aprox. 40 km spre Sud-Vest de Montargis

- aprox. 140 km spre Sud-Est de Paris